# اچ‌ام‌اس آکورن (۱۹۱۰)
اچ‌ام‌اس آکورن (۱۹۱۰) (به انگلیسی: HMS Acorn (1910)) یک کشتی بود که طول آن ۲۴۶ فوت ۰ اینچ (۷۴٫۹۸ متر) بود. این کشتی در سال ۱۹۱۰ ساخته شد.